# Ya ya yippee
Ya ya yippee, is het achtste album van de Vlaams-Nederlandse meidengroep K3, dat verscheen op 4 september 2006 in Nederland en in België. Het album is de opvolger van Kuma he uit 2005. Het album was in de voorverkoop al goed voor meer dan 50.000 verkochte exemplaren.
Op 6 juni 2006 verscheen de gelijknamige single in België en in Nederland. Het nummer was een veel groter succes in België dan in Nederland. Op 2 oktober 2006 verscheen de volgende single, Dokter dokter.
Het nummer Trouwen is de officiële soundtrack en muziekvideo van de film K3 en het ijsprinsesje. Hoewel het niet als single werd uitgebracht, is er wel een clip voor gemaakt.

## Singles
| Single met eventuele hitnotering(en) in de Nederlandse Top 40 | Datum van verschijnen | Datum van binnenkomst | Hoogste positie | Aantal weken | Opmerkingen |
| ------------------------------------------------------------- | --------------------- | --------------------- | --------------- | ------------ | ----------- |
| Ya ya yippee                                                  | 2006                  | 01-07-2006            | 25              | 3            |             |

| Single met hitnotering(en) in de Vlaamse Ultratop 50 | Datum van verschijnen | Datum van binnenkomst | Hoogste positie | Aantal weken | Opmerkingen |
| ---------------------------------------------------- | --------------------- | --------------------- | --------------- | ------------ | ----------- |
| Ya ya yippee                                         | 06-06-2006            | 17-06-2006            | 3               | 23           |             |
| Dokter dokter                                        | 02-10-2006            | 28-10-2006            | 28              | 9            |             |

## Tracklist
1. Ya ya yippee
2. Dokter dokter
3. Trouwen
4. Zoo
5. Eskimo
6. Sprookjesbos
7. Bibliotheek
8. Feestje
9. Op televisie
10. Excuseer me
11. Vriendschap
12. Eeny meeny